# Llista d'asteroides/155601-155700
| Nom      | Designació provisional | Data de descobriment | Lloc de descobriment | Descobridor/s    |
| -------- | ---------------------- | -------------------- | -------------------- | ---------------- |
| 155601 - | 2000 CY97              | 7 de febrer de 2000  | Kitt Peak            | Spacewatch       |
| 155602 - | 2000 CS111             | 6 de febrer de 2000  | Catalina             | CSS              |
| 155603 - | 2000 CB138             | 4 de febrer de 2000  | Kitt Peak            | Spacewatch       |
| 155604 - | 2000 DP20              | 29 de febrer de 2000 | Socorro              | LINEAR           |
| 155605 - | 2000 DO40              | 29 de febrer de 2000 | Socorro              | LINEAR           |
| 155606 - | 2000 DW44              | 29 de febrer de 2000 | Socorro              | LINEAR           |
| 155607 - | 2000 DG55              | 29 de febrer de 2000 | Socorro              | LINEAR           |
| 155608 - | 2000 DN75              | 29 de febrer de 2000 | Socorro              | LINEAR           |
| 155609 - | 2000 DJ83              | 28 de febrer de 2000 | Socorro              | LINEAR           |
| 155610 - | 2000 DQ87              | 29 de febrer de 2000 | Socorro              | LINEAR           |
| 155611 - | 2000 DA107             | 29 de febrer de 2000 | Socorro              | LINEAR           |
| 155612 - | 2000 DW109             | 29 de febrer de 2000 | Socorro              | LINEAR           |
| 155613 - | 2000 EW13              | 5 de març de 2000    | Socorro              | LINEAR           |
| 155614 - | 2000 EO23              | 8 de març de 2000    | Kitt Peak            | Spacewatch       |
| 155615 - | 2000 ED60              | 10 de març de 2000   | Socorro              | LINEAR           |
| 155616 - | 2000 EU66              | 10 de març de 2000   | Socorro              | LINEAR           |
| 155617 - | 2000 EH68              | 10 de març de 2000   | Socorro              | LINEAR           |
| 155618 - | 2000 EJ75              | 9 de març de 2000    | Socorro              | LINEAR           |
| 155619 - | 2000 EF100             | 12 de març de 2000   | Kitt Peak            | Spacewatch       |
| 155620 - | 2000 ER100             | 12 de març de 2000   | Kitt Peak            | Spacewatch       |
| 155621 - | 2000 EV101             | 14 de març de 2000   | Kitt Peak            | Spacewatch       |
| 155622 - | 2000 EE145             | 3 de març de 2000    | Catalina             | CSS              |
| 155623 - | 2000 EY149             | 5 de març de 2000    | Socorro              | LINEAR           |
| 155624 - | 2000 EO180             | 4 de març de 2000    | Socorro              | LINEAR           |
| 155625 - | 2000 FO2               | 26 de març de 2000   | Kitt Peak            | Spacewatch       |
| 155626 - | 2000 FX14              | 29 de març de 2000   | Socorro              | LINEAR           |
| 155627 - | 2000 FY17              | 29 de març de 2000   | Socorro              | LINEAR           |
| 155628 - | 2000 FG29              | 27 de març de 2000   | Anderson Mesa        | LONEOS           |
| 155629 - | 2000 FP40              | 29 de març de 2000   | Socorro              | LINEAR           |
| 155630 - | 2000 FS46              | 29 de març de 2000   | Socorro              | LINEAR           |
| 155631 - | 2000 FH72              | 25 de març de 2000   | Kitt Peak            | Spacewatch       |
| 155632 - | 2000 FQ73              | 25 de març de 2000   | Kitt Peak            | Spacewatch       |
| 155633 - | 2000 GE                | 1 d'abril de 2000    | Kitt Peak            | Spacewatch       |
| 155634 - | 2000 GJ2               | 5 d'abril de 2000    | Prescott             | P. G. Comba      |
| 155635 - | 2000 GL4               | 4 d'abril de 2000    | Socorro              | LINEAR           |
| 155636 - | 2000 GP10              | 5 d'abril de 2000    | Socorro              | LINEAR           |
| 155637 - | 2000 GZ21              | 5 d'abril de 2000    | Socorro              | LINEAR           |
| 155638 - | 2000 GD23              | 5 d'abril de 2000    | Socorro              | LINEAR           |
| 155639 - | 2000 GU38              | 5 d'abril de 2000    | Socorro              | LINEAR           |
| 155640 - | 2000 GJ39              | 5 d'abril de 2000    | Socorro              | LINEAR           |
| 155641 - | 2000 GT40              | 5 d'abril de 2000    | Socorro              | LINEAR           |
| 155642 - | 2000 GQ46              | 5 d'abril de 2000    | Socorro              | LINEAR           |
| 155643 - | 2000 GZ47              | 5 d'abril de 2000    | Socorro              | LINEAR           |
| 155644 - | 2000 GY48              | 5 d'abril de 2000    | Socorro              | LINEAR           |
| 155645 - | 2000 GM52              | 5 d'abril de 2000    | Socorro              | LINEAR           |
| 155646 - | 2000 GT57              | 5 d'abril de 2000    | Socorro              | LINEAR           |
| 155647 - | 2000 GW63              | 5 d'abril de 2000    | Socorro              | LINEAR           |
| 155648 - | 2000 GN80              | 8 d'abril de 2000    | Socorro              | LINEAR           |
| 155649 - | 2000 GL88              | 4 d'abril de 2000    | Socorro              | LINEAR           |
| 155650 - | 2000 GK92              | 5 d'abril de 2000    | Socorro              | LINEAR           |
| 155651 - | 2000 GO98              | 7 d'abril de 2000    | Socorro              | LINEAR           |
| 155652 - | 2000 GK131             | 7 d'abril de 2000    | Kitt Peak            | Spacewatch       |
| 155653 - | 2000 GD132             | 10 d'abril de 2000   | Kitt Peak            | Spacewatch       |
| 155654 - | 2000 GT143             | 7 d'abril de 2000    | Anderson Mesa        | LONEOS           |
| 155655 - | 2000 GG144             | 7 d'abril de 2000    | Kitt Peak            | Spacewatch       |
| 155656 - | 2000 GY147             | 5 d'abril de 2000    | Socorro              | LINEAR           |
| 155657 - | 2000 GA152             | 6 d'abril de 2000    | Socorro              | LINEAR           |
| 155658 - | 2000 GQ159             | 7 d'abril de 2000    | Socorro              | LINEAR           |
| 155659 - | 2000 GE173             | 3 d'abril de 2000    | Socorro              | LINEAR           |
| 155660 - | 2000 HL3               | 26 d'abril de 2000   | Kitt Peak            | Spacewatch       |
| 155661 - | 2000 HE5               | 28 d'abril de 2000   | Socorro              | LINEAR           |
| 155662 - | 2000 HE7               | 28 d'abril de 2000   | Kitt Peak            | Spacewatch       |
| 155663 - | 2000 HM8               | 27 d'abril de 2000   | Socorro              | LINEAR           |
| 155664 - | 2000 HA16              | 29 d'abril de 2000   | Socorro              | LINEAR           |
| 155665 - | 2000 HP23              | 30 d'abril de 2000   | Socorro              | LINEAR           |
| 155666 - | 2000 HW26              | 24 d'abril de 2000   | Anderson Mesa        | LONEOS           |
| 155667 - | 2000 HQ28              | 29 d'abril de 2000   | Socorro              | LINEAR           |
| 155668 - | 2000 HC43              | 29 d'abril de 2000   | Socorro              | LINEAR           |
| 155669 - | 2000 HJ48              | 29 d'abril de 2000   | Socorro              | LINEAR           |
| 155670 - | 2000 HS53              | 29 d'abril de 2000   | Socorro              | LINEAR           |
| 155671 - | 2000 HU54              | 29 d'abril de 2000   | Socorro              | LINEAR           |
| 155672 - | 2000 HF60              | 25 d'abril de 2000   | Anderson Mesa        | LONEOS           |
| 155673 - | 2000 HL60              | 25 d'abril de 2000   | Anderson Mesa        | LONEOS           |
| 155674 - | 2000 HY64              | 26 d'abril de 2000   | Anderson Mesa        | LONEOS           |
| 155675 - | 2000 HO66              | 26 d'abril de 2000   | Kitt Peak            | Spacewatch       |
| 155676 - | 2000 HL94              | 29 d'abril de 2000   | Socorro              | LINEAR           |
| 155677 - | 2000 JE2               | 3 de maig de 2000    | Prescott             | P. G. Comba      |
| 155678 - | 2000 JK2               | 3 de maig de 2000    | Socorro              | LINEAR           |
| 155679 - | 2000 JP2               | 4 de maig de 2000    | Kleť                 | Kleť             |
| 155680 - | 2000 JU10              | 9 de maig de 2000    | Baton Rouge          | W. R. Cooney Jr. |
| 155681 - | 2000 JN21              | 6 de maig de 2000    | Socorro              | LINEAR           |
| 155682 - | 2000 JM46              | 7 de maig de 2000    | Socorro              | LINEAR           |
| 155683 - | 2000 JG53              | 9 de maig de 2000    | Socorro              | LINEAR           |
| 155684 - | 2000 JT54              | 6 de maig de 2000    | Socorro              | LINEAR           |
| 155685 - | 2000 JF94              | 4 de maig de 2000    | Socorro              | LINEAR           |
| 155686 - | 2000 KH26              | 28 de maig de 2000   | Socorro              | LINEAR           |
| 155687 - | 2000 KB38              | 24 de maig de 2000   | Kitt Peak            | Spacewatch       |
| 155688 - | 2000 KP49              | 30 de maig de 2000   | Kitt Peak            | Spacewatch       |
| 155689 - | 2000 LV2               | 4 de juny de 2000    | Črni Vrh             | Črni Vrh         |
| 155690 - | 2000 OO14              | 23 de juliol de 2000 | Socorro              | LINEAR           |
| 155691 - | 2000 OS22              | 31 de juliol de 2000 | Socorro              | LINEAR           |
| 155692 - | 2000 OV28              | 30 de juliol de 2000 | Socorro              | LINEAR           |
| 155693 - | 2000 OY45              | 30 de juliol de 2000 | Socorro              | LINEAR           |
| 155694 - | 2000 PA18              | 1 d'agost de 2000    | Socorro              | LINEAR           |
| 155695 - | 2000 PP19              | 1 d'agost de 2000    | Socorro              | LINEAR           |
| 155696 - | 2000 QH24              | 25 d'agost de 2000   | Socorro              | LINEAR           |
| 155697 - | 2000 QP24              | 25 d'agost de 2000   | Socorro              | LINEAR           |
| 155698 - | 2000 QS41              | 24 d'agost de 2000   | Socorro              | LINEAR           |
| 155699 - | 2000 QR42              | 24 d'agost de 2000   | Socorro              | LINEAR           |
| 155700 - | 2000 QE67              | 28 d'agost de 2000   | Socorro              | LINEAR           |